# 蘇州広和金属
蘇州広和金属有限会社（そしゅうこうわきんぞくゆうげんかいしゃ、英: SUZHOU GH METAL PRODUCT CO.,LTD.）は、中国蘇州市にある鋳物と特殊鋼を取り扱う専門商社。関連工場は中国で鋳造業界におけるベストスリー。

## 工場概要
- 生産加工 : 鋳造、鍛造粗材
- 溶解設備 : キューポラ、アーク炉
- 鋳造模型 : 砂型
- 造型方法 : 木型、アルミ型、手作り木型
- 生産プロセス : 木型設計、型砂模型、溶解、注湯、凝固、整理
- 製品規格 : 
  - 厚さ:7 mm - 4 m
  - 重さ:100 kg - 80 t
  - 長さ : 1 m - 15 m
  - 広さ : 8 mまで
  - 高さ : 3 mまで
  - 材質 : FC、FCD
- 砂処理 : 15%新砂、75%再生、残した廃棄
- 砂型処理 : 硬度を強めるために、砂型に特殊材料を塗り、燃やさせる
- 試作鋳造 : 計60日（30日 - 45日 : 設計、30日 - 15日 : 見本の品質検査）
- 最大生産能力 : 50,000 t/年
- 2014年実際生産量 : 20,000 t